# Mike Starink
Mike Starink (Arnhem, 18 oktober 1970) is een Nederlands televisiepresentator en toneelacteur.

## Biografie
Starink werd geboren in Arnhem als slagerszoon. Na de mavo en de meao, verschillende baantjes en wat modellenwerk was hij vanaf 1991 een jaar lang co-presentator bij de Disney Club, een kinderprogramma van de NCRV.
Toen dit programma stopte, werkte Starink enige tijd achter de schermen, tot hij in 1995 werd gevraagd een screentest te doen bij de televisiezender Veronica. De voormalige publieke omroep was net uit het publieke bestel gestapt, en zocht presentatoren voor Call TV, een nieuw nachtelijk experimenteel programmablok, waarin kijkers voor van alles en nog wat naar de zender konden bellen. Starink werd een vast gezicht van Call TV, en presenteerde onder meer The Lounge en Nachtsuite. Op schappelijker tijdstippen presenteerde hij programma's als Liefde op het eerste gezicht, Lijn 4, Dier Enzo en Factor 4. Daarnaast had hij diverse gastrollen in televisieseries, zoals SamSam, De Garage, Kats & Co en Onderweg naar Morgen. Ook zat hij in 2000 als deelnemer in het televisieprogramma Big Brother VIPS.
Eind 2005 stopte Starink met presenteren, en wijdde hij zich aan een rol als redacteur-verslaggever achter de schermen voor achtereenvolgens Entertainment Live voor Talpa in 2006 en Christine Live voor  Veronica in 2007. 
In oktober 2009 maakte Starink zijn toneeldebuut in het theaterstuk In bed is het fijn toeven, dat door Paul Haenen speciaal voor hem en zijn vriend, acteur Jeroen Bos, geschreven was. Starink en Bos voerden het stuk ook meermaals in het Engels op, onder de titel Dwelling in bed ain't bad. In 2011 was de Engelstalige versie een week lang te zien in de Riverside Studios in Londen. Het vervolg op het stuk, met de titel Wat een heerlijk hete dag, eveneens geschreven door Paul Haenen, ging in juni 2011 in première. 
In 2018 had Starink enkele minirolletjes in het komische tv-programma Klikbeet. 